# Духовная беседа
Духовная беседа — еженедельный журнал, издававшийся в 1858—1876 гг. в Санкт-Петербурге. 
Журнал был основан митрополитом Новгородским и Санкт-Петербургским Григорием (Постниковым). 
В 1858—1862 гг. (до № 20) выходил при Санкт-Петербургской духовной семинарии под редакцией её ректоров архимандрита Нектария (Надеждина) (в 1858—1859), архимандрита Леонтия (Лебединского) (в 1859—1860), архимандрита Платона (Троепольского) (в 1860—1862). Помощником редактора в этот период был М. В. Шавров. С № 21 за 1862 год издателем и редактором стал протоиерей Иоанн Яхонтов; в «Объявлении редактора» (1862. — № 42) он указал направленность журнала: «Особенное же внимание… обращено на христианскую педагогику, катехетику и дидактику».
Ежегодно выходили 52 номера, объединённые в 1858—1859 гг. в 4 тома, в 1860—1864 гг. — в 2-3 тома (всего в 1858—1864 гг. вышли 22 тома с общей нумерацией, тома 1-4 в 1859 году вышли 2-м изданием), в 1865—1876 гг. — в 2 тома. 
В 1858—1859 гг. регулярно велась рубрика «Церковные сведения», в которой впервые в церковной периодике публиковались официальные документы духовного ведомства; также помещались рецензии на новые книги и статьи из духовных и светских журналов. В 1860—1875 гг. официальный раздел был расширен и составил приложение: «Церковная летопись „Духовной беседы“».
Кроме проповедей и речей в журнале публиковались агиографические материалы; статьи по библейской археологии, литургике; переводы святоотеческих текстов; печатались статьи по истории древней и русской церкви, восточных христианских церквей; публиковались источники по церковной истории. Ряд публикаций был посвящён полемике со старообрядцами, истории и вероучению католической и протестантской церквей. Было напечатано большое количество перевод по философии, апологетике, истории церкви, миссионерству, отношению церкви и государства, межцерковным отношениям. В качестве приложений было также напечатано несколько брошюр, в их числе «О православии Российской Церкви» (СПб., 1863) протоиерея И. Яхонтова. 
С появлением в 1875 году официального журнала Св. синода «Церковный вестник» «Духовная беседа» потеряла большую часть подписчиков и вскоре прекратила существование.